# Tom Dolan
Thomas Fitzgerald Dolan, detto Tom (Arlington, 16 settembre 1974), è un ex nuotatore statunitense.
Specializzato nei misti, ha vinto due volte la medaglia d'oro olimpica nei 400 m misti: ad Atlanta 1996 e Sydney 2000, in aggiunta a un argento nei 200 m misti.

## Palmarès
- Giochi olimpici

Atlanta 1996: oro nei 400m misti.
Sydney 2000: oro nei 400m misti e argento nei 200m misti.
- Mondiali

Roma 1994: oro nei 400m misti.
Perth 1998: oro nei 400m misti.
- Giochi PanPacifici

Kōbe 1993: argento nei 400m misti.
Atlanta 1995: oro nei 200m misti e nei 400m misti e argento nei 200m dorso.

## Riconoscimenti
- American Swimmer of the Year: 1994, 1995, 2000